# Omisis
Omisis (OhmésEhese; =eaters; sing. Ohméseestse; ponekad se nazivaju i sjeverni jedači ili NotaméohmésEhese, u sing. Notaméohméseetse), najvažnija skupina Sjevernih Šajena. Ime se učestalo koristilo kao sinonim za Sjeverne Šajene. Dorsey ih je nazivao 'eaters', Mooney Hmĭ’sĭs, a Grinnell u Social. Org. Cheyennes (1905) Ō missis. Potomci im danas žive na rezervatu Tongue River u Montani.